# Фред Гові
Фредерик "Фред" Говард Гові (7 жовтня 1868 - 18 жовтня 1945) - був американським тенісистом.

## Кар'єра
Гові виграв чемпіонат Національної асоціації студентського спорту у 1890 році, навчаючись у Гарварді.
У 1893 році Гові виграв парний титул на US Open (у парі з Клеренсом Хобартом), перемігши у фіналі Олівера Кемпбела та Боба Хантінгтона. У  1895 році виграв US Open в одиночному розряді, перемігши у Челендж-матчі Роберта Ренна у трьох сетах. Того ж року Гові став першою ракеткою США.
У 1974 році Гові було включено до Міжнародної зали тенісної слави.

## Фінали турнірів Великого шолома

### Одиночний розряд

#### Перемоги
| Рік  | Турнір             | Суперник у фіналі | Рахунок у фіналі |
| 1895 | U.S. Championships | Роберт Ренн       | 6–3, 6–2, 6–4    |

#### Поразки
| Рік  | Турнір             | Суперник у фіналі | Рахунок у фіналі        |
| 1892 | U.S. Championships | Олівер Кемпбелл   | 7–5, 3–6, 6–3, 7–5      |
| 1893 | U.S. Championships | Роберт Ренн       | 6–4, 3–6, 6–4, 6–4      |
| 1896 | U.S. Championships | Роберт Ренн       | 7–5, 3–6, 6–0, 1–6, 6–1 |

### Парний розряд

#### Перемоги
| Рік  | Турнір                      | Партнер        | Суперник у фіналі              | Рахунок у фіналі   |
| 1893 | U.S. National Championships | Клеренс Хобарт | Олівер Кемпбелл Боб Хантінгтон | 6–3, 6–4, 4–6, 6–2 |
| 1894 | U.S. National Championships | Клеренс Хобарт | Карр Ніл Сем Ніл               | 6–3, 8–6, 6–1      |

#### Поразки
| Рік  | Турнір             | Партнер        | Суперник у фіналі         | Рахунок у фіналі |
| 1895 | U.S. Championships | Клеренс Хобарт | Малкольм Чейз Роберт Ренн | 5–7, 1–6, 6–8    |